# Bianca Del Rio
Bianca Del Rio, właśc. Roy Haylock (ur. 27 czerwca 1975 w Nowym Orleanie w stanie Luizjana) – amerykańska drag queen, standuperka i projektantka, zwyciężczyni szóstego sezonu RuPaul’s Drag Race. Pseudonim artystyczny stworzył z pomocą przyjaciela, który zasugerował imię Bianca, a „Del Rio” dodał dla podkreślenia swoich latynoskich korzeni. 

## Młodość
Dorastał w Gretnie w stanie Luizjana. Jest pochodzenia kubańskiego (ze strony matki) i honduraskiego (ze strony ojca). Uczył się aktorstwa i projektowania kostiumów w West Jefferson High School. Po ukończeniu szkoły średniej przeprowadził się do Nowego Jorku, gdzie sprzedawał buty w domu towarowym Bloomingdale's. Po dziewięciu miesiącach powrócił do Luizjany.

## Kariera
Początkowo pracował jako projektant kostiumów, głównie do sztuk wystawianych w West Jefferson High School. W wieku 17 lat otrzymał nagrodę Big Easy Entertainment Award za stworzenie kreacji do sztuki Snow Queen. Za swoje kostiumy otrzymał łącznie 13 nominacji do Big Easy Entertainment Award, zostając laureatem sześciu edycji nagrody.  
Po powrocie do Nowego Orleanu po raz pierwszy wystąpił jako drag queen w sztuce Pageant w 1996. Rolę tę zaproponowano mu w zastępstwie za innego aktora. Haylock, dotychczas związany z teatrem głównie od strony technicznej, przyjął propozycję, co rozpoczęło jego karierę w sztuce drag. Grając w Pageant, został dostrzeżony przez lokalną drag queen – Lisę Beaumann, która zaproponowała mu występy w night klubie Oz. Haylock, już jako Bianca Del Rio, trzykrotnie zdobył nagrodę New Orleans Gay Entertainer of the Year.    
W 2001 wraz z Patem „Estelle” Ritterem i Rickiem Thomasem patronował Southern Decadence XXIX. Southern Decadence jest corocznym festiwalem kultury LGBTQ+ (głównie gejowskiej) odbywający się w Nowym Orleanie w okolicach Święta Pracy.  
Ponownie do Nowego Jorku przeprowadził się po przejściu huraganu Katrina. Tam ponownie zajął się przygotowywaniem kostiumów do brodwayowskich teatrów w firmie Barbary Matery. Mimo że praca kostiumografa była jego głównym zajęciem, nocami występował jako drag queen w XL Nightclub. W 2008 wystąpił w roli Angel w musicalu Rent na deskach La Petit Theathre w Nowym Orleanie.   
W 2010 jako Bianca Del Rio wystąpił w internetowym serialu Queens of Drag: NYC produkowanym przez portal gay.com, w 2011 pojawił się w programie One Night Stand Up: Dragtastic! NYC stacji Logo, w 2012 pojawiła się na okładce letniego numeru magazynu „Next” i wystąpił w talk-show She's Living for This. W 2013 jako Del Rio został ogłoszony odtwórczynią głównej roli w niezależnym filmie Hurricane Bianca, na którego sfinansowanie zebrano ponad 30 tys. dol. w wyniku zbiórki crowdfundingowej. Film otrzymał nagrodę Queerty Award w kategorii film niezależny. Sequel filmu, Hurricane Bianca: From Russia with Hate (pol. Huragan Bianca: Misja w Moskwie) miał premierę w 2018. Następnego roku zapowiedziano trzeci film o tym samym tytule.
W 2014 jako Bianca Del Rio zwyciężył w finale szóstego sezonu programu RuPaul’s Drag Race. Po sukcesie w talent show wyruszył z kolejnymi trasami stand-upowymi: The Rolodex of Hate (2014), Not Today Satan (2015–16), Blame It On Bianca Del Rio (2017–2018), It's Jester Joke (2019) i Unsanitized Tour (2021-2022), podczas której wystąpił m.in. w Warszawie i Poznaniu. Jednen z występów trasy It's Jester Joke miał miejsce w londyńskiej Wembley Arena, tym samym Bianca Del Rio była pierwszą drag queen występującą w tym obiekcie. W 2024 ma wystąpić w trasie Dead Inside Tour.
Poza solowymi występami jako drag queen uczestniczył i prowadził Werq the World, trasę koncertową z udziałem innych zawodniczek z RuPaul's Drag Race. W 2019 wystąpił w sztuce Everybody's Talking About Jamie w roli emerytowanej drag queen Loco Chanelle. W tej samej roli występował również w latach 2021-2022 podczas trasy w Wielkiej Brytanii, a w filmowej adaptacji sztuki wystąpił z cameo jako Miss Haylock. W czerwcu 2019 został umieszczony na pierwszym miejscu rankingu najbardziej wpływowych drag queen Ameryki według magazynu „New York”.